# Андрате-Молинето (Комо)
Андрате-Молинето је насеље у Италији у округу Комо, региону Ломбардија.
Према процени из 2011. у насељу је живело 892 становника. Насеље се налази на надморској висини од 289 м.